# Gyrus frontalis superior
De gyrus frontalis superior of bovenste voorhoofdswinding is een hersenwinding van de frontale kwab van de grote hersenen. Alleen het deel aan het laterale oppervlak van de hersenen wordt tegenwoordig als gyrus frontalis superior aangeduid, terwijl het deel aan het mediale oppervlak van de hersenen een afzonderlijke naam draagt, namelijk de gyrus frontalis medialis.

## Verloop
De gyrus frontalis superior ligt voor de gyrus precentralis, gescheiden door de sulcus precentralis De ondergrens wordt aangegeven door de sulcus frontalis superior. Op de gyrus frontalis superior lopen veelal kleine oppervlakkige hersengroeven.

## Schorsvelden
In de hersenkaart van Korbinan Brodmann worden er een aantal schorsvelden in de gyrus frontalis superior onderscheiden (van voor naar achteren):
- area frontopolaris (=area 10)
- area frontalis granularis (=area 9)
- area frontalis intermedia (=area 8)
- area frontalis agranularis (=area 6)

Areae 8, 9 et 10 maken onderdeel uit van Brodmanns regio frontalis.

## Bloedvoorziening
Takken van de arteria cerebri anterior voorzien de gyrus frontalis superior van bloed:
- ramus frontalis internus posterior
- ramus frontalis internus medius
- ramus frontalis internus anterior